# 萌の朱雀
『萌の朱雀』（もえ の すざく）は、1997年に公開された日本映画。

## 概要
過疎化が進む架空の村「恋尾」を舞台に、山村における過疎化の現実とそこに生きる人々のかかわりと感情を描く作品。撮影地は奈良県西吉野村（現在は五條市）。
1996年春、ロケハンのため同村を訪れていた河瀨直美が、当時地元の中学生で学校の下駄箱を掃除中だった尾野真千子に声をかけ、主演に抜擢した。本作が尾野のデビュー作となった。
製作は、WOWOWとバンダイビジュアルで「J・MOVIE・WARS 4」のうちの1作。1997年11月1日にビターズ・エンドの配給により全国公開された（同年10月25日関西先行公開）。
監督・脚本を務めた河瀬は、本作により第50回カンヌ国際映画祭のカメラ・ドール（新人監督賞）を史上最年少で受賞した。
河瀬本人の手により、同名で小説化もされている（1997年 幻冬舎刊）。文庫版は仙頭直美名義で1999年に刊行。

## 物語
過疎の進む恋尾村の田原家は、孝三（國村隼）と泰代（神村泰代）の夫婦、その娘のみちる（尾野真千子）、孝三の姉が残していった息子の栄介（柴田浩太郎）、そして孝三の母・幸子（和泉幸子）の五人家族。少しずつ寂れてゆく村にありながらも、一家は穏やかな暮らしを営んでいた。
高校生になったみちるは、幼い頃から兄のような存在であった栄介に恋心を抱いていた。しかし栄介は、長く「姉ちゃん」と呼んできた泰代に思いを寄せていた。泰代は近隣の旅館へ勤めに出るが、体調を崩して倒れてしまう。孝三は、村の希望である鉄道新線・阪本線（五新線）のトンネル開通工事に従事していたが、あるとき計画は中断され、新線建設は幻となる。職を失った孝三は、8ミリフィルムに村の人々の姿を残したのち、失意のままこの世を去る。
孝三の死後、泰代の胸の内を思い、また村の行く末を悟った幸子は、「実家へ帰るか」と泰代に言葉を掛ける。心を決めた泰代から村を離れることを聞かされたみちるは、栄介に思いを打ち明け、二人でささやかな時間を過ごす。
それぞれに心を残しながらも、泰代とみちるの親子は、栄介と幸子に見送られて、恋尾村を後にするのだった。

## スタッフ
- 監督・脚本：河瀬直美
- プロデューサー：仙頭武則、小林広司
- 撮影：田村正毅
- 照明：鈴木敦子
- 録音：滝澤修
- 美術：吉田悦子
- 編集：掛須秀一
- 音楽：茂野雅道
- スタイリスト：星輝明
- ヘアメイク：小林身和子
- 現像：IMAGICA
- 製作協力：ビターズ・エンド
- 企画協力：組画

## キャスト
- 田原孝三：國村隼
- みちる：尾野真千子
- 幸子：和泉幸子
- 栄介：柴田浩太郎
- 泰代：神村泰代
- みちる（幼少期）：山口沙弥加
- 栄介（幼少期）：向平和文

## 受賞歴
- 第50回カンヌ国際映画祭
  - カメラ・ドール：河瀨直美
- 第26回ロッテルダム国際映画祭
  - 国際批評家連盟賞
- 第10回シンガポール国際映画祭
  - 主演女優賞：尾野真千子
- 1997年ベルギー王立フィルム・アーカイヴ
  - ディストリビューション・オブ・クオリティ・フィルム賞
- 第21回山路ふみ子映画賞
  - 福祉賞
- 第12回高崎映画祭
  - 若手監督グランプリ：河瀨直美
  - 最優秀新人女優賞：尾野真千子
- 第52回毎日映画コンクール
  - 撮影賞：田村正毅
- 第71回キネマ旬報ベストテン
  - 日本映画ベストテン 第10位
- 第40回朝日ベストテン映画祭
  - 日本映画ベストテン 第3位
- 第47回芸術選奨
  - 文部大臣新人賞映画部門：河瀨直美

## ビデオ
2007年9月25日に、バンダイビジュアルからDVDが発売された。

## 撮影
- 路線バスの場面は主に当時の賀名生停留所（後の奈良交通・専用道賀名生、現在廃止）周辺で撮影が行われた。当時使用されていた西日本JRバス加茂営業所五条派出所所属の車両を、塗装はそのままにJRマークや社名をテープで隠したり「国鉄」バスに貼り替えて撮影に使った。
- トンネルの場面は城戸以南のトンネルで撮影が行われている。
- 栄介と泰代が勤めていた旅館は、洞川温泉の光緑園西清である。